# دوبرشوتس
دوبرشوتس (به آلمانی: Doberschütz) یک شهر در آلمان است که در نوردزاکسن واقع شده‌است. دوبرشوتس ۴٬۴۴۶ نفر جمعیت دارد.